# Lostileostile
Lostileostile è il sesto album in studio del gruppo musicale italiano Marta sui Tubi, pubblicato il 1º aprile 2016. Il disco è stato realizzato grazie ad una campagna di crowdfunding sul sito Musicraiser.

## Descrizione
Per poter realizzare il disco attraverso la campagna di crowdfunding era necessario raggiungere la quota di 20000 €. La quota raggiunta è stata di 23476 €.
Il 21 Marzo 2016 è uscito il Videoclip del brano "Amico Pazzo" , regia di Nicola Martini.
Il 7 Aprile 2016 è iniziato il tour promozionale del disco, con date previste in tutta Italia.

## Tracce
1. Amico pazzo – 3:23
2. +D1H (Più di un'ora) – 3:17
3. Con un sì – 3:50
4. Da dannato – 1:45
5. Il delta del poi – 3:00
6. Spina lenta (ft. Gigliola Cinquetti) – 3:34
7. Rock + Roipnoll – 2:32
8. Un amore bonsai – 2:55
9. Un pizzico di te – 3:50
10. Qualche kilo da buttare giù – 1:32
11. La calligrafia di Pietro – 1:51
12. Niente in cambio – 4:33
13. L'impossibile (strumentale) – 3:36

## Formazione
- Giovanni Gulino - voce
- Carmelo Pipitone - voce, chitarra
- Ivan Paolini - batteria